# Finizace
Finizace je záměna něčího vlastního jména v jiném jazyce (obvykle švédském) do finštiny. Během období romantického nacionalismu ve Finsku si mnoho lidí, zejména příznivci fennomanského hnutí, finizovali svá švédská příjmení.

## Jména
Někteří z těchto lidí pocházeli z finsky hovořících zemědělců, kteří si předtím změnili svá finská jména na švédská, aby stoupli na žebříku společnosti. Byla to pochopitelná lest, protože oficiální pozice (a dokonce i mnoho obchodů) bylo otevřeno pouze těm, kteří mluvili švédsky a finské jméno by bylo překážkou k úspěchu.
V 18. století byli Finové rekrutování do švédské armády, kde dostali krátká švédská jako například Törn, Malm nebo Brun, protože pro švédské policisty bylo těžké vyslovit finská příjmení. Některá z těchto jmen byla později finizována, například Törni nebo Malmi.
Pozoruhodnou událostí ve finizaci bylo v roce v roce 1906 sté výročí narození filozofa a státníka Johana Vilhelma Snellmana. Autor Johannes Linnankoski vyzýval Finy, aby se vzdali svých švédských jmen na narozeniny Johana Vilhelma Snellmana dne 12. května. Během roku 1906 a 1907 si asi 70 000 Finů změnilo svá jména.
Známá jména
- Johannes Brofeldt → Juhani Aho
- Tauno Brännäs → Tauno Palo
- Aleksander Filander → Santeri Alkio
- Georg Zacharias Forsman → Yrjö Sakari Yrjö-Koskinen
- Axel Waldemar Gallén → Akseli Gallen-Kallela
- Kalervo Groundstroem → Kalervo Kurkiala
- Johan Gustaf Hellstén → Juho Kusti Paasikivi
- Erik  Nikolai Järnefelt → Eero Järnefelt
- Armas Einar Leopold Lönnbohm → Eino Leino
- vydavatelství Renqvist → Reenpää
- Heikki Rydman → Heikki Ritavuori
- Alexis Stenvall → Aleksis Kivi
- Carl Johan Ståhlberg → Kaarlo Juho Ståhlberg